# José Antonio Valdivia
José Antonio Valdivia Prieto ist ein ehemaliger mexikanischer Fußballspieler auf der Position des Torwarts.

## Laufbahn
Valdivia stand 1969 und in den frühen 1970er Jahren beim Club Deportivo Guadalajara unter Vertrag, kam hinter dem damaligen Nationaltorwart Ignacio Calderón allerdings nur selten zum Einsatz. Dennoch war die Saison 1969/70 die erfolgreichste Spielzeit seiner Laufbahn, als er sowohl zum Kader der Meistermannschaft der Rojiblancos als auch zur Siegermannschaft gehörte, die den Pokalwettbewerb und den Supercup gewann.
Anschließend verbrachte er einige Spielzeiten beim Stadtrivalen Club Social y Deportivo Jalisco und beendete seine aktive Laufbahn in der Saison 1978/79 in Reihen des Club Deportivo Tampico.

## Erfolge
- Mexikanischer Meister: 1969/70
- Mexikanischer Pokalsieger: 1970
- Mexikanischer Supercup: 1970